# Dashi (Pengxi)
Dashi (大石镇,  Dàshí Zhèn) ist eine Großgemeinde im Südwesten der Volksrepublik China. Sie gehört zum Verwaltungsgebiet des Kreises Pengxi, der seinerseits der bezirksfreien Stadt Suining in der Provinz Sichuan unterstellt ist. Die Großgemeinde hat eine Fläche von 39,4 Quadratkilometer, 30.000 Einwohner (2017) und liegt etwa 20 km entfernt vom Zentrum von Pengxi. Der Xiaotong He (小潼河) fließt von Ost nach West durch das Gebiet der Großgemeinde.
Dashi ist in 20 Verwaltungsdörfer und zwei Einwohnergemeinschaften unterteilt.
In Dashing gibt es mehrere Programme zum Aufbau und zur Förderung der Landwirtschaft. Es gibt zwei Blumen-Gärtnereien mit zusammen über 50 ha Anbaufläche, sowie Projekte zum Obstanbau, z. B. für Canistel, Wassermelonen, Japanische Wollmispel, Orangen oder Nashi-Birnen auf 200 ha. 2016 wurden 350 ha für den Bio-Anbau von Walnüssen geschaffen. Es gibt einen Betrieb zur Zucht von Speisepilzen. Dashing hat eine der größten Brieftauben-Zuchtstationen der chinesischen Armee mit 10.000 Tieren, drei Großanlagen zur Schweinefleischproduktion und über 50 kleinere Betriebe zur Zucht von schwarzen Tibet-Schweinen.